# Empidideicus celluliferus
Empidideicus celluliferus är en tvåvingeart som beskrevs av Hesse 1938. Empidideicus celluliferus ingår i släktet Empidideicus och familjen svävflugor. Inga underarter finns listade i Catalogue of Life.